# Seaspray
L'unité Seaspray était une unité d'hélicoptères de l'US Army dans les années 1980. Son rôle était de soutenir les opérations clandestines menées par les forces spéciales américaines.

## Histoire
La création de l'unité Seaspray fut décidée au sein de l'US Army à la fin de l'année 1980, car l'unité aérienne de la CIA s'était montrée inutile pour les missions demandées par le département de la Défense lors des opérations Eagle Claw et Honey Badger (sa seule contribution à l'opération Eagle Claw avait été un vol de reconnaissance sur le site Desert One).
L'unité Seaspray fut officiellement créée le 2 mars 1981, parallèlement à la Task Force 160 (officiellement appelée 160th Aviation Battalion, futur 160th Special Operations Aviation Regiment (Airborne) Night Stalkers). La Task Force 160 (TF 160) était chargée des opérations spéciales lorsque la participation des forces américaines à l'opération était officielle, et l'existence de la TF 160 était officiellement reconnue. L'existence de l'unité Seaspray, au contraire, était maintenue secrète, et l'unité devait assurer le transport rapide et secret d'hommes et de matériel dans des opérations clandestines, c’est-à-dire non reconnues par le gouvernement américain. 

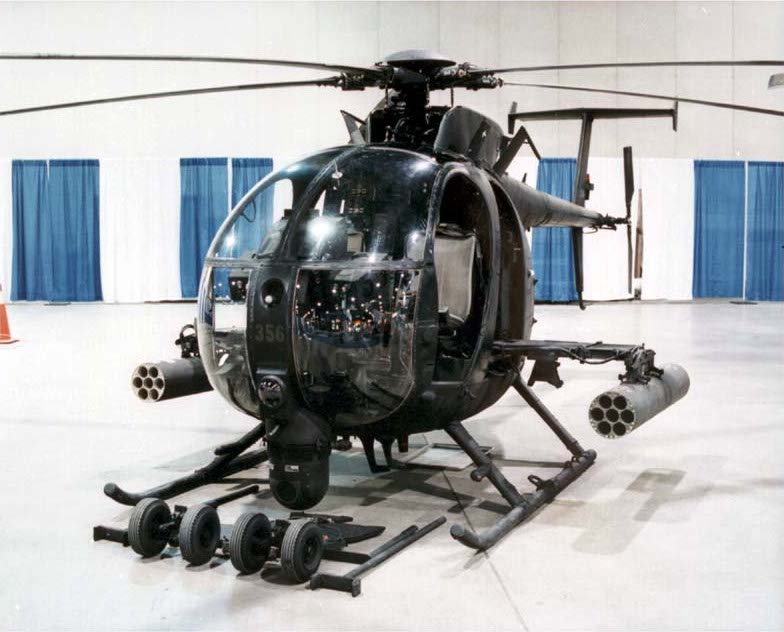
Photographie du MH-6 Little Bird, hélicoptère de prédilection de l'unité Seaspray.

Étant donné que selon l'Executive Order 12 036 émis par le président Jimmy Carter en 1978, seule la CIA était autorisée à accomplir des opérations clandestines, l'unité Seaspray fut confiée à un commandement conjoint CIA-US Army.
L'unité Seaspray fut intégrée à une compagnie aérienne privée appartenant à la CIA, l'Aviation Tech Services. Elle reçut un nom de couverture au sein de l'US Army, la First Rotary Wing Test Activity. Elle était basée à Fort Eustis en Virginie et un quartier général, établi à la base aérienne de MacDill Air Force Base à Tampa en Floride, commandait les opérations de l'unité en Amérique centrale. Au cours de l'année 1981, le lieutenant-colonel Vasken W. Moomjian devint le commandant de l'unité.
Seaspray était une unité d'une taille modeste. À sa création, elle ne comptait que dix pilotes, choisis parmi les 4 000 de l'US Army Aviation. Sa flotte ne devait compter qu'un maximum de douze appareils, neuf avions (dont des Cessna et des Beechcraft King Air) et cinq hélicoptères, notamment des Hughes 500MD. Les deux premiers Hughes 500MD étaient les prototypes des AH-6 et MH-6 Little Birds mis au point par la Task Force 160 pour l'opération Honey Badger. Dérivés de l'« œuf volant » OH-6 Cayuse, les Little Birds étaient équipés de rotors modifiés pour être moins bruyants et d'un FLIR qui leur permettait de voler de nuit à très basse altitude à plus de 250 km/h. Il était possible d'accrocher à leur flanc des armes comme des mitrailleuses et des roquettes, ou des bancs repliables pour transporter jusqu'à quatre opérateurs des forces spéciales de chaque côté.
L'unité Seaspray a participé à un certain nombre de missions dans la première moitié des années 1980. Ils ont conduit des missions de renseignement, ont transporté des VIP étrangers, et ont participé aux exercices et aux missions anti-terroristes avec la Delta Force et d'autres unités de contre-terrorisme. Plusieurs fois, des hélicoptères de l'unité ont aidé la DEA à combattre le trafic de drogue.
Cette formation était plus réactive que les autres commandements conventionnels, ainsi lorsque le Joint Special Operations Command a demandé un avion de ligne Boeing 737 pour un exercice de contre-terrorisme, l'US Air Force a demandé un délai de trois mois pour en obtenir un, et le Seaspray lui a livré l'avion en trois jours.
En 1985, à la suite d'un certain nombre de scandales touchant les forces spéciales américaines secrètes, l'unité Seaspray fut dissoute. Ses moyens, tout du moins une partie d'entre eux, y compris des Beechcraft et leurs équipages, ont formé la base de la composante aérienne de l'Intelligence Support Activity, portant le nom de code Quasar Talent. Les Beechcraft de Quasar Talent ont notamment participé aux opérations d'écoute électronique en Amérique centrale Grazing Lawn en 1985 et Heavy Shadow entre septembre 1989 et 1993.
Il se peut qu'une autre partie de l'unité Seaspray, notamment les appareils et équipages de AH-6 et MH-6 Little Birds, ait été transférée directement à la Delta Force. En effet, divers ouvrages évoquent l'existence d'un escadron aérien rattaché à la Delta Force et mettant en œuvre des appareils peints en couleurs civiles. D'autres sources situent cette unité comme appartenant au Joint Special Operations Command et l'appellent de manière générique « Joint Aviation Unit »,,.